# Pepton
Pepton är en peptid som bildas vid inverkan av pepsin eller pankreatin på proteiner. De erhålls av blodfibrin, kött, kasein, gelatin, gluten eller jäst genom behandling med alkalier, syror, pepsin, papayotin eller pankreatin och bildar vita till rödgula pulver med olika lukt och smak.
Förutom att innehålla små peptider omfattar det torkade materialet fetter, metaller, salter, vitaminer och många andra biologiska föreningar. 

## Användning
Pepton kan användas som stärkande näringsmedel vid dålig matsmältning, där det gäller att tillföra organismen ett redan smält, lätt upptagbart näringsmedel. 
En annan användning är som näringsmedel för odling av bakterier och svampar.